# Mylo Xyloto
A Mylo Xyloto a Coldplay nevű angol alternatívrock-együttes ötödik stúdióalbuma, amely 2011. október 19-én jelent meg a Parlophone lemezcégnél. A lemez producere Brian Eno, akivel az sikeres előző albumon, a Viva la Vida or Death and All His Friendsen is együtt dolgoztak.
A Mylo Xyloto koncepciós album, és történetet feldolgozó rockopera. Az album története egy olyan világban játszódik, ahol egy diktatórikus kormány van hatalmon Major Minus vezetésével, akik háborút indítanak a színek és a hangok, valamint a "szikrázók" ellen, akik fénnyel és energiával szikrákat tudnak létrehozni (ezek a való életben a graffitikre hasonlítanak). Az egyik főszereplő a színeket és hangokat elpusztítani akaró hadsereg egyik tagja, Mylo, aki találkozik egy Xyloto nevű szikrázó lánnyal, akit Major Minus el akar fogni. Rajta keresztül Mylo rájön, hogy igazából a szikrázókhoz tartozik, és csatlakozik az egyik közösségükhöz, amit Mylo szülei alapítottak. A banda szerint a történet arról szól, hogy a két főszereplő egymásba szeret és együtt menekül, a fő téma az, hogy a szerelem mindent legyőz.
A Mylo Xyloto harmincnégy országban állt a slágerlisták élén, és 2011 legkeresettebb rock albuma lett az Egyesült királyságban. 2013-ig 8 millió darab kelt el belőle világszerte.
A Mylo Xyloto vegyes és pozitív kritikákat kapott, egyesek úgy érezték, túlzásba vitték a produceri munkát, mások dicsérték az album felemelő hangzását és az új, elektronikus stílust. Az albumot és a kislemezeit öt Grammy-díjra jelölték.